# Uvězněni v čase
Uvězněni v čase (v originále španělsky Los cronocrímenes, Časové zločiny, anglicky Timecrimes) je španělský sci-fi thriller z roku 2007, který napsal, režíroval a v němž se objevil Nacho Vigalondo. Hlavní roli Héctora, muže, jenž se nevědomky stane součástí kauzální smyčky a musí zabránit svým dalším verzím v existenci, ztvárnil Karra Elejalde. Film měl premiéru na festivalu Fantastic Fest v Austinu v Texasu dne 20. září 2007. V říjnu 2007 byl uveden jako závěrečný film festivalu v Sitges. Do španělských kin vstoupil 27. června 2008.

## Děj
Na španělském venkově žije středně starý muž jménem Héctor se svou manželkou Clarou v domě, který právě rekonstruují. Héctor dalekohledem pozoruje les za jejich domem a spatří mladou ženu, která si svlékne tričko a odhalí prsa. Když jeho manželka odjede na nákupy, rozhodne se to prozkoumat a najde ženu ležící nahou a v bezvědomí na zemi. Je však napaden záhadným mužem s krvavými obvazy na obličeji, který ho bodne do paže. Héctor před ním uteče a vloupá se do podivné budovy poblíž. Pomocí vysílačky naváže kontakt s vědcem, který ho varuje před obvázaným mužem a navede ho k sobě, slibujíc mu bezpečí. Když je obvázaný muž téměř u budovy, vědec Héctora přesvědčí, aby se ukryl uvnitř velkého mechanického zařízení. Po opuštění stroje Héctor zjistí, že se vrátil zhruba o hodinu zpět v čase.
Vědec mu vysvětlí, že zařízení je experimentální stroj času, a označí ho jako „Héctora 2“. Vědec Héctorovi 2 říká, že musejí zůstat na místě a nechat události plynout. Héctor 2 však vědcovo varování ignoruje, odjíždí autem a míjí cyklistku, kterou pozná jako ženu, již Héctor 1 viděl v lese. Héctor 2 ženu pronásleduje, ale je sražen dodávkou a sjede ze silnice. Přitom si poraní hlavu, a tak si ji obváže obvazem z rány na paži. Vzápětí si uvědomí, že obvázaný muž, kterého viděl dříve, je ve skutečnosti on sám. Žena k němu přiběhne, aby zjistila, jestli je v pořádku. Héctor 2 se snaží napodobit dřívější události a přiměje ji svléknout se na dohled Héctora 1. Když před ním uteče, Héctor 2 ji nechtěně omráčí. Položí ji nahou na zem a při příchodu Héctora 1 ho bodne do paže. Ženě se následně podaří uprchnout.
Héctor 2 se vrací domů, kde zaslechne výkřik a začne pronásledovat ženu domem až na střechu. Když ji chytí, žena uklouzne a spadne ze střechy na zem, načež zemře. Héctor 2 je zděšen, protože se domnívá, že zabil svou vlastní manželku. Vysílačkou kontaktuje vědce a přesvědčí ho, aby Héctora 1 varoval před pronásledováním a přilákal ho do laboratoře. Héctor 2 jede do laboratoře s úmyslem cestovat zpět v čase ještě jednou, přestože mu vědec sdělí, že existuje už i Héctor 3, který ho má zastavit.
Poté, co si Héctor 2 sundá obvazy, přiměje vědce, aby ho poslal zpět o několik vteřin před okamžik, kdy se původně objevil Héctor 2. Tím se sám stává Héctorem 3. Héctor 3 poté pomocí dodávky srazí Héctora 2 ze silnice, ale při nehodě se také sám zraní a omdlí. Když se probere, oznámí vědci, že nedokázal Héctora 2 zastavit. Héctor 3 znovu narazí na ženu a svým nečekaným objevením ji vyděsí, ačkoli ho nerozpozná jako svého útočníka. Protože Héctor 2 uslyšel její výkřik, Héctor 3 spolu se ženou uprchnou do Héctorova domu, kde se však rozdělí. Héctor 3 najde svou manželku a ukryje ji, poté pochopí, co se má stát – a co už se stalo. Najde ženu, ustřihne jí culík, dá jí kabát své manželky a přikáže jí, aby se schovala v patře. Héctor 2 ji pak začne pronásledovat až na střechu. Héctor 3 mezitím sedí se svou manželkou na trávníku, zatímco Héctor 2 omylem zabije onu ženu v domnění, že jde o jeho manželku. Poté odjíždí zpět do laboratoře, kde se sám stane Héctorem 3. V dálce jsou slyšet sirény přijíždějících záchranných vozidel.

## Obsazení
| Karra Elejalde    | Héctor      |
| Candela Fernández | Clara       |
| Barbara Goenaga   | žena v lese |
| Nacho Vigalondo   | vědec       |